# Domenico Pompili
Domenico Pompili (ur. 21 maja 1963 w Rzymie) – włoski duchowny katolicki, biskup Rieti w latach 2015–2022, biskup Werony od 2022. 

## Życiorys
Święcenia kapłańskie otrzymał 6 sierpnia 1988 i został inkardynowany do diecezji Anagni-Alatri. Był m.in. sekretarzem biskupim, dyrektorem kurialnego wydziału ds. komunikacji społecznej, pracownikiem kilku komisji we włoskiej Konferencji Episkopatu oraz podsekretarzem tejże konferencji.
15 maja 2015 papież Franciszek mianował go ordynariuszem diecezji Rieti. Sakry udzielił mu 5 września 2015 kardynał Angelo Bagnasco. W latach 2020–2021 pełnił funkcję administratora apostolskiego sede vacante diecezji Ascoli Piceno.
2 lipca 2022 papież Franciszek przeniósł go na urząd biskupa diecezjalnego Werony.